# U-587
| U-587                      | U-587                                                          | U-587                                                          |
| -------------------------- | -------------------------------------------------------------- | -------------------------------------------------------------- |
|                            |                                                                |                                                                |
|                            |                                                                |                                                                |
|                            |                                                                |                                                                |
| Під прапором               | Третій рейх                                                    | Третій рейх                                                    |
| Спуск на воду              | 23 липня 1941 року                                             | 23 липня 1941 року                                             |
| Виведений зі складу флоту  | 27 березня 1942 року                                           | 27 березня 1942 року                                           |
| Сучасний статус            | затоплений                                                     | затоплений                                                     |
| Проєкт                     |                                                                |                                                                |
| Тип ПЧ                     | Торпедний ДПЧ                                                  | Торпедний ДПЧ                                                  |
| Розробник проєкту          | Blohm + Voss                                                   | Blohm + Voss                                                   |
| Основні характеристики     |                                                                |                                                                |
| Швидкість (надводна)       | 17,7 вузлів                                                    | 17,7 вузлів                                                    |
| Швидкість (підводна)       | 7,6 вузлів                                                     | 7,6 вузлів                                                     |
| Робоча глибина занурення   | 100 м                                                          | 100 м                                                          |
| Гранична глибина занурення | 220 м                                                          | 220 м                                                          |
| Екіпаж                     | 44 осіб                                                        | 44 осіб                                                        |
| Розміри                    |                                                                |                                                                |
| Довжина найбільша (по КВЛ) | 67,1 м                                                         | 67,1 м                                                         |
| Ширина корпусу найб.       | 6,2 м                                                          | 6,2 м                                                          |
| Висота                     | 9,6 м                                                          | 9,6 м                                                          |
| Середня осадка (по КВЛ)    | 4,70 м                                                         | 4,70 м                                                         |
| Водотоннажність надводна   | 769 т                                                          | 769 т                                                          |
| Озброєння                  |                                                                |                                                                |
| Артилерія                  | одна палубна гармата калібру 88-мм, одна 20-мм зенітна гармата | одна палубна гармата калібру 88-мм, одна 20-мм зенітна гармата |
| Торпедно- мінне озброєння  | 4 носових і один кормовий ТА. 14 торпед                        | 4 носових і один кормовий ТА. 14 торпед                        |

U-587 — німецький підводний човен типу VIIC, часів  Другої світової війни.
Замовлення на будівництво човна було віддане 16 січня 1940 року. Човен був закладений на верфі суднобудівної компанії «Blohm + Voss», у Гамбургу 31 жовтня 1940 року під заводським номером 563, спущений на воду 23 липня 1941 року, 11 вересня 1941 року увійшов до складу 6-ї флотилії. Єдиним командиром човна був корветтен-капітан Ульріх Борхердт.
Човен зробив 2 бойові походи, в яких потопив 4 (загальна водотоннажність 22 734 брт) судна та 1 допоміжний військовий корабель.
Потоплений 27 березня 1942 року в Північній Атлантиці південно-західніше Ірландії (47°21′ пн. ш. 21°39′ зх. д. / 47.350° пн. ш. 21.650° зх. д.) глибинними бомбами британських ескортних міноносці «Грув» і «Альденгам» та есмінців «Волонтір» і «Лімінгтон». Всі 42 члени екіпажу загинули.

## Потоплені та пошкоджені кораблі[3]
| Назва                        | Тип            | Належність      | Дата            | Тоннаж (БРТ) | Вантаж | Статус    | Місце                                                       |
| Anadara                      | танкер         | Велика Британія | 24 лютого 1942  | 8 009        | Баласт | потоплено | 43°57′ пн. ш. 44°45′ зх. д. / 43.950° пн. ш. 44.750° зх. д. |
| Hans Egede                   | вантажне судно | Гренландія      | 6 березня 1942  | 900          |        | потоплено | 46°00′ пн. ш. 55°30′ зх. д. / 46.000° пн. ш. 55.500° зх. д. |
| HMS Northern Princess (4.06) | траулер        | Велика Британія | 8 березня 1942  | 655          |        | потоплено | 45°22′ пн. ш. 55°59′ зх. д. / 45.367° пн. ш. 55.983° зх. д. |
| Lily                         | вантажне судно | Греція          | 9 березня 1942  | 5 719        | Баласт | потоплено | 43°32′ пн. ш. 54°14′ зх. д. / 43.533° пн. ш. 54.233° зх. д. |
| Diala                        | танкер         | Велика Британія | 23 березня 1942 | 8 106        | Баласт | потоплено | 47°00′ пн. ш. 37°00′ зх. д. / 47.000° пн. ш. 37.000° зх. д. |